# Orbiniella
Orbiniella is een geslacht van borstelwormen uit de familie van de Orbiniidae.

## Soorten
- Orbiniella abyssalis Blake, 2020
- Orbiniella aciculata Blake, 1985
- Orbiniella andeepia Narayanaswamy & Blake, 2005
- Orbiniella annulata (Hartman, 1967)
- Orbiniella dayi Branch, 1998
- Orbiniella eugeneruffi Blake, 2020
- Orbiniella grasslei Blake, 2020
- Orbiniella hobsonae Blake & Hilbig, 1990
- Orbiniella landrumae Blake, 2017
- Orbiniella longilobata Blake, 2020
- Orbiniella marionensis Gillet, 1999
- Orbiniella minuta Day, 1954
- Orbiniella nuda Hobson, 1974
- Orbiniella petersenae Parapar, Moreira & Helgason, 2015
- Orbiniella plumisetosa Buzhinskaya, 1993
- Orbiniella rugosa Blake, 2020
- Orbiniella spinosa Blake, 2017
- Orbiniella tumida Blake, 2020
- Orbiniella uniformis Hartman, 1967

### Taxon inquirendum
- Orbiniella branchiata Hartman, 1967

### Synoniemen
- Orbiniella drakei Hartman, 1967 => Leitoscoloplos drakei (Hartman, 1967)